# Джейсон Вотергаус
Джейсон Вотергаус (англ. Jason Waterhouse, нар. 8 листопада 1991) — австралійський яхтсмен, срібний призер Олімпійських ігор 2016 року.

## Виступи на Олімпіадах
| Олімпіада           | Дисципліна | Місце |
| ------------------- | ---------- | ----- |
| Ріо-де-Жанейро 2016 | Накра 17   | 2     |

## Зовнішні посилання
- Джейсон Вотергаус — олімпійська статистика на сайті Sports-Reference.com (англ.) (архівна версія)